# Chen Chien-chou
Pour les articles homonymes, voir Chen.
Dans ce nom chinois, le nom de famille, Chen, précède le nom personnel Chien-chou.
Chen Chien-chou, né le 2 décembre 1997 à Taichung, est un coureur cycliste taïwanais. Il participe à des compétitions sur route et sur piste.

## Palmarès sur route

### Par année
- 2019
  -  Champion de Taïwan du contre-la-montre espoirs

### Classements mondiaux
| Année         | 2019 |
| ------------- | ---- |
| UCI Asia Tour | 132e |

## Palmarès sur piste

### Championnats d'Asie
- New Delhi 2017
  -  Médaillé d'argent de la course aux points